# Ga đường sắt cao tốc Miêu Lật
 Miêu Lật (tiếng Trung: 苗栗; bính âm: Miáolì) là ga Đường sắt cao tốc Đài Loan ở Huyện Miêu Lật, Đài Loan.